# Середні Бокаші
Середні Бокаші́ (рос. Средние Бокаши, чув. Вăта Пукаш) — присілок у складі Маріїнсько-Посадського району Чувашії, Росія. Входить до складу Ельбарусовського сільського поселення.
Населення — 125 осіб (2010; 127 у 2002).
Національний склад:
- чуваші — 98 %